# MRTG
The Multi Router Traffic Grapher (MRTG) је алат за надгледање саобраћаја на мрежним линковима. MRTG ствара HTML стране које садрже GIF и PNG слике које омогућавају визуелно представљање саобраћаја у реалном времену.